# Martin Oschmann
Martin Oschmann (* 23. Juni 1930 in Friedrichroda; † 22. Juli 2012 in Bernburg) war ein deutscher Biologe mit den Spezialgebieten Entomologie und Phytopathologie. Als Orthopterologe in Mitteldeutschland hat er wesentliche Forschungsbeiträge geleistet. Zudem arbeitete er als Museologe und Regionalhistoriker und veröffentlichte Schriften.

## Leben
Aus armen Verhältnissen heraus (Mutter Wäscherin, Vater Tüncher, vier Kinder) hat Martin Oschmann über die Arbeiter- und Bauernfakultät der Deutschen Demokratischen Republik von 1948 bis 1950 die Hochschulreife erworben und im Anschluss an der Universität Jena ein Biologie- und Pädagogikstudium aufgenommen. Der langjährige Biologe und Zoologe Eduard Uhlmann (1888–1974) betreute Oschmanns 1955 fertiggestellte Abschlussarbeit Die Verbreitung der Orthopteren um Jena.
Nur kurzzeitig arbeitete er als Lehrer, suchte sich auf Umwegen seinen Platz in der Forschung. Den fand er zunächst am Museum der Natur (zuvor Biologisches Zentralmuseum) in Gotha, ab 1970 dann im Institut für Getreideforschung der Akademie der Landwirtschaftswissenschaften in Bernburg-Strenzfeld. Am Museum Gotha arbeitete er von 1958 bis 1970 als Kustos und stellvertretender Direktor. 1959 bis 1961 erschienen seine ersten wissenschaftshistorischen Beiträge in der Gothaer Zeitschrift „Der Friedenstein“. Mit den Ergebnissen seiner umfangreichen ökofaunistischen Studien mit Punktkartierung und Biotopbindung promovierte er 1969 an der Jenaer Universität bei Otto Hüsing (1912–1990).
Entomologische und ökologische Themen bearbeitete er in Bernburg. Die aus seinen Forschungsergebnissen entwickelten Prognosemodelle zum Auftreten von Schaderregern fanden breite Anwendung im staatlichen Pflanzenschutz der DDR. Im Ruhestand widmete er sich der Aufarbeitung weiterer Ergebnisse der Orthopterenforschung und besonders phänologischer Zusammenhänge. Außerdem betrieb er Thüringer Regionalforschung, woraus in der zweiten Hälfte der 1990er Jahre einige Veröffentlichungen hervorgingen, die Mehrzahl in der Tageszeitung Thüringer Allgemeine.

## Werke
- Beitrag zu einer Orthopterenfauna Thüringens. In: Faunistische Abhandlungen. Staatliches Museum für Tierkunde in Dresden Band 6, 1966, S. 249–259.
- Faunistisch-ökologische Untersuchungen an Orthopteren im Raum von Gotha. In: Hercynia. N.F. Band 6, 1969, S. 115–168 OCLC 74010184.
- Bestimmungstabellen für die Larven mitteldeutscher Orthopteren. In: Deutsche entomologische Zeitschrift. N.F. Band 16, 1969, S. 277–291.
- Neue Exemplare von Geradflüglern mit gynandromorphen Merkmalen. In: Deutsche entomologische Zeitschrift. N.F. Band 18, Nr. 4/5, 1971, S. 401–404.
- Untersuchungen zur Biotopbindung der Orthopteren. In: Faunistische Abhandlungen. Staatliches Museum für Tierkunde in Dresden Band 4, Nr. 21, 1973, S. 177–206.
- Untersuchungen zur Resistenz des Maises gegenüber der Fritfliege (Oscinella frit L.). In: Nachrichtenblatt für den Pflanzenschutz in der DDR. Band 35, Nr. 6, 1981, S. 118–121.
- Verbreitung und Lebensweise der Eichenschrecke Meconema thalassinum (De Geer) (Saltatoria, Tettigoniidae). In: Entomologische Nachrichten und Berichte. Band 35, 1991, S. 105–107.
- Zur Klassifizierung der ökologischen Ansprüche von Schaben (Blattodea) und Heuschrecken (Orthoptera). In: Faunistische Abhandlungen. Staatliches Museum für Tierkunde in Dresden Band 18, Nr. 2, 1991, S. 51–57.
- Art-Unterschiede in der Phänologie der Heuschrecken (Saltatoria). In: Articulata. Band 8, Nr. 1, 1993, S. 35–43.
- Umwelteinflüsse auf die Phänologie der Heuschrecken (Saltatoria). In: Articulata. Band 8, Nr. 2, 1993, S. 31–38.
- Tettigonioidea – Laubheuschrecken, Larven. Caelifera – Kurzfühlerschrecken, Larven. In: H.-J. Hannemann, B. Klausnitzer, K. Senglaub (Hrsg.): Exkursionsfauna von Deutschland. Band 2: Wirbellose: Insekten. 9., neubearb. Auflage. Spektrum Akademischer Verlag, Heidelberg/Berlin 2000, S. 131–133.
- Die Geradflügler des Landes Sachsen-Anhalt. Landesamt für Umweltschutz, Sonderheft 5/2004, S. 72–73, 126–135.
- Tettigonioidea – Laubheuschrecken, Juvenilstadien. Caelifera – Kurzfühlerschrecken, Juvenilstadien. In: B. Klausnitzer (Hrsg.): Exkursionsfauna von Deutschland. Band 2: Wirbellose: Insekten. 10., durchges. Auflage. Elsevier, Spektrum Akademischer Verlag, München 2005, S. 131–133.
- Tettigonioidea – Laubheuschrecken, Juvenilstadien. Caelifera – Kurzfühlerschrecken, Juvenilstadien. In: B. Klausnitzer (Hrsg.): Exkursionsfauna von Deutschland. Band 2: Wirbellose: Insekten. 11., neu bearb. u. erw. Auflage. Elsevier, Spektrum Akademischer Verlag, München 2011, S. 140–141.
- Das Kloster Georgenthal und die Reinhardsbrunner Fälschungen. Geschichtsverein Georgenthal, Hrsg. 1996.
- Ludwig der Springer und seine Zeit 1038–1123: von der Gründung der Wartburg, der Klöster Reinhardsbrunn und Georgenthal. Rockstuhl, Bad Langensalza 2001, ISBN 3-934748-28-7.